# Blok Senat 2001
Der Blok Senat 2001 (dt.: Senatsblock 2001) war ein Wahlbündnis aus drei Parteien und einem Wahlbündnis des Post-Solidarność-Lagers zur Parlamentswahl 2001 in Polen. Es wurde aufgrund des wachsenden Zuspruchs der SLD-UP-Koalition in der Bevölkerung gegründet, um eine Mehrheit des sozialdemokratischen Wahlbündnisses im Senat zu verhindern, indem es gemeinsame Kandidaten in jedem der 100 Senatswahlkreise aufstellte, während die Mitgliedsparteien bei den Wahlen zum Sejm jedoch einzeln kandidierten. Die Mitgliedsparteien waren:
- Akcja Wyborcza Solidarność Prawicy (AWSP, dt.: Wahlaktion Solidarität der Rechten), ein Wahlbündnis aus mehreren Parteien des Post-Solidarność-Lagers geführt von Jerzy Buzek
- Prawo i Sprawiedliwość (PiS, dt.: Recht und Gerechtigkeit), eine nationalkonservative Partei geführt von Lech Kaczyński
- Platforma Obywatelska (PO, dt.: Bürgerplattform), eine liberalkonservative Partei geführt von Maciej Płażyński
- Unia Wolności (UW, dt.: Freiheitsunion), eine liberale Partei geführt von Władysław Frasyniuk

Der Senatsblock 2001 konnte jedoch die Senatswahlen nicht gewinnen und ist nur mit 15 Abgeordneten (von 100 möglichen Sitzen im Senat) eingezogen, welche eine gemeinsamen Parlamentsfraktion bildeten.